# بوتاميا (كافالا)
بوتاميا (Ποταμιά) هي مدينة في كافالا في مقاطعة فوريا إلادا في اليونان.